# Solfonio

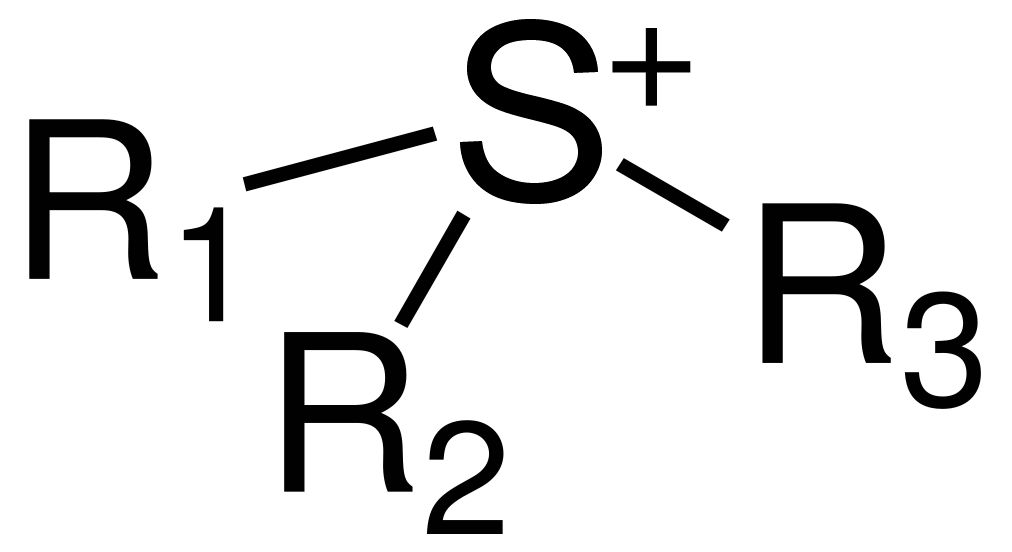
Catione solfonio

Il catione solfonio è uno ione caricato positivamente caratterizzato da tre sostituenti organici legati a un atomo di zolfo. Viene indicato con la formula generale [SR3]+. In presenza di un corrispettivo anione, si riscontra nei sali di solfonio.

## Sintesi
I composti di solfonio sono solitamente sintetizzati per reazione dei tioeteri con alogenuri alchilici. Per esempio, la reazione tra dimetilsolfuro e iodometano produce ioduro di trimetilsolfonio:
CH3–S–CH3 + CH3–I → (CH3)3S+ + I−
L'atomo di zolfo utilizza uno dei suoi due doppietti solitari per legare il metile, mentre allo stesso tempo viene allontanato il gruppo uscente ioduro secondo il meccanismo di una tipica sostituzione nucleofila SN2 concertata. In questo modo la carica negativa dello ioduro bilancia la carica dello ione trimetilsolfonio. La velocità di reazione aumenta utilizzando agenti metilanti più forti, come il trifluorometansolfonato di metile.

## Struttura
Questi composti possiedono una struttura piramidale, ragion per cui (CH3)3S+ è strutturalmente simile al composto isoelettronico trimetilfosfina. I composti di solfonio formati da tre differenti sostituenti sono chirali e otticamente stabili.

## Applicazioni e occorrenza

### Biochimica
Il catione solfonio presente nella S-adenosil metionina è ampiamente riscontrato in natura e viene utilizzato come fonte di radicali adenosilici. Questi radicali partecipano alla biosintesi di vari composti.
Un altro catione solfonio riscontrato in natura deriva dalla S-metil metionina.

### Sintesi organica
I centri solfonio stabilizzano la formazione delle ilidi, che sono utili nelle reazioni che portano alla formazione di legami C-C.

### Industria
Alcuni azocoloranti vengono modificati con gruppi solfonio per conferire loro una carica positiva. Il composto triflato di trifenilsolfonio è un fotoacido, un composto che per azione della luce si converte in un acido.